# Agustín Corrales Elizondo
Agustín Corrales Elizondo (Bilbao, 1 de septiembre de 1944 - Madrid, 1 de marzo de 2009) fue un militar, jurista y profesor español.

## Biografía
Se licenció en Derecho por la Universidad Complutense de Madrid,con la calificación de Sobresaliente y Premio extraordinario. En esta misma universidad se doctoraría, con la calificación de Sobresaliente, siendo ya miembro del Cuerpo Jurídico de la Armada. En la propia UCM se diplomó también en Derecho Comparado y en Derechos Humanos. Estaba asimismo en posesión de los títulos de Diplomado en Derecho Marítimo por la Escuela de Estudios Jurídicos de la Defensa y en Derecho Internacional Humanitario por el CDIH de la Cruz Roja.
Ingresó en el Cuerpo Jurídico de la Armada en 1970 con el número 2 de su promoción. A lo largo de su carrera militar desempeñó múltiples destinos, tanto en el ámbito administrativo como judicial. Tras su paso por la Escuela Naval Militar, su primer destino como Teniente Auditor fue la Fiscalía de la Zona Marítima del Estrecho, de donde, en 1974, pasó a Juez Instructor, Asesor Jurídico y Juez marítimo Permanente de Valencia, destino que ocupó hasta el año 1978. En este año pasó destinado a Madrid, siendo su primer destino la Auditoría de la Jurisdicción Central de Marina, pasando en 1984 a la Asesoría Jurídica de la Dirección de Construcciones Navales Militares. Posteriormente fue destinado a la Dirección de Justicia y Asesoría Jurídica del Cuartel General de la Armada y, en 1987, a la Asesoría Jurídica del ISFAS. 
En 1988 se incorpora a la Asesoría Jurídica General del Ministerio de Defensa. Fue nombrado Subdirector General de Recursos e Información Administrativa en 1994, puesto que desempeñó hasta su ascenso al empleo de General Auditor. Nombrado Fiscal de la Sala V, de lo Militar, del Tribunal Supremo en 1995, permanece en ese cargo hasta que, en enero de 1998 es ascendido a General Consejero Togado y nombrado Asesor Jurídico General de la Defensa, puesto que ocuparía hasta su nombramiento como Magistrado del Tribunal Supremo, en marzo del 2001.
Representó al Ministerio de Defensa en diversas reuniones internacionales, especialmente en materia de Derecho Internacional, Derecho Internacional Humanitario y Derechos Humanos, participando en la redacción de Tratados y Convenios de diversa índole y como Ponente en varias Jornadas de estudios y Seminarios. Formó parte, junto a representantes de los Ministerios de Justicia y Asuntos Exteriores, de la Comisión Interministerial para el desarrollo del Estatuto de la Corte Penal Internacional. Participó en diferentes Comisiones de redacción de textos normativos en el ámbito del Ministerio, en particular en los relacionados con la Justicia Militar.
Desde la Asesoría Jurídica General organizó y dirigió las I, II y III Jornadas de Asesoramiento Jurídico y Jurisdicción Militar en el ámbito de la Defensa, celebradas en Madrid, bajo la presidencia del Ministro y Subsecretario del Departamento, durante los años 1998, 1999 y 2000 sucesivamente, con participación, además de los miembros del Cuerpo Jurídico Militar, de Catedráticos de Universidad, Magistrados, Abogados del Estado y otros miembros de la Administración civil y de las Fuerzas Armadas, cuyas Ponencias están publicadas por la Secretaría General Técnica.
Paralelamente a sus actividades profesionales como jurídico militar, Agustín Corrales desarrolló una constante actividad docente. Fue Profesor Ayudante en la Universidad de Valencia entre 1974 y 1978, y Profesor Asociado a la Universidad Complutense entre 1979 y 1992, así como Profesor Titular en el Centro de Estudios Universitarios (U. San Pablo), en la Escuela de Estudios Jurídicos del Ejército, Escuela de Guerra Naval y Centro de Estudios Superiores de Intendencia de la Armada.
También fue ponente y conferenciante en los cursos sobre Derecho Administrativo, Internacional o Disciplinario de la Escuela Militar de Estudios Jurídicos. Igualmente ponente y comunicante en varios de los Cursos sobre Justicia Militar organizados en el seno del Consejo General del Poder Judicial y en los de la Fiscalía Togada. Formó parte como colaborador y conferenciante habitual del Centro de Estudios de Derecho Internacional Humanitario de la Cruz Roja.
En el mes de junio del año 2004, en representación del Comité Internacional de la Cruz Roja, participó en sendas Jornadas en Lima (Perú) y La Paz (Bolivia) sobre «Aspectos penales y procesales en la Reforma de la Justicia Militar en ambos países, con especial referencia a cuestiones relativas a derechos humanos y derecho internacional humanitario».
Asimismo, también en el mes de junio del año 2005, invitado por la Armada Argentina participó en Buenos Aires como ponente en unas Jornadas sobre «El Derecho Internacional de los Derechos Humanos». Formaba parte del consejo de redacción de la Revista Española de Derecho Militar y era colaborador habitual de la Revista «Actualidad Administrativa».
Además, es autor de numerosas publicaciones, artículos y trabajos sobre teoría jurídico-administrativa.

## Obras
Resumen de las obras de Agustín Corrales Elizondo. 
- Tesis doctoral: «El abordaje: Aspectos penales, procesales y mercantiles (Madrid, 1975).
- La libertad de expresión en las Fuerzas Armadas. Libertades Públicas y Fuerzas Armadas (obra colectiva). Instituto de Derechos Humanos. Universidad Complutense, Madrid, 1985, págs. 487 y ss.
- Efectos de las penas. Comentarios al Código Penal Militar (obra colectiva). Ed. Civitas, Madrid, 1986, págs. 479 a 495.
- Los delitos contra el decoro. Comentarios al Código Penal Militar (Op. cit). Ed. Civitas, Madrid, 1986, págs. 1.779 a 1.821.
- Comentarios a la Ley Procesal Militar. En R.E.D.M., Madrid, 1989.
- Problemática de los créditos documentarios y del arbitraje en la contratación administrativa. Revista Española de Derecho Militar (R.E.D.M) 1990, número 56-57.
- Eficacia de los actos presuntos en la Ley 30/1992 (Problemática del sistema en relación a la Administración Militar). R.E.D.M. Madrid, 1993, número 62 (págs. 45 a 92).
- Responsabilidad patrimonial del Estado derivada de la privación de libertad sufrida a resultas de arresto militar por sanción posteriormente anulada. R.E.D.M. Madrid, 1995, número 65 (págs. 585 a 607).
- Problemática del sobreseimiento provisional. Cuadernos del Consejo General del Poder Judicial, Madrid, 1996.
- Posible alcance actual de la reforma del Derecho Penal y Judicial Militar. La opción entre la extensión del Procedimiento Abreviado y la instauración de los denominados juicios rápidos (Ponencia presentada a las Jornadas del Consejo General del Poder Judicial de noviembre de 1996). Cuadernos del C.G.P.J., Madrid, 1997.
- El principio de jurisdicción penal universal». En «Jornadas sobre Tribunales Internacionales, organizadas por el Cuerpo de Abogados del Estado. Madrid, 1999.
- Tres problemas en la aplicación de la Ley Penal y Disciplinaria de la Marina Mercante. Revista General de Marina, 1976 (R.G.M.).
- El embargo preventivo de buques extranjeros. R.G.M., 1980.
- La regla proporcional en la Ley de Contrato de Seguro.
- Comentarios a la Ley de Contrato de Seguro, dirigidos por D. Evelio Verdera. Ed. Consejo Superior Bancario, 1982.
- El condominio de buques y las empresas pesqueras mixtas. Revista de Estudios Pesqueros. Madrid, 1985.
- Diccionario Jurídico Espasa. Redacción de las voces de Derecho Mercantil Marítimo. Espasa Calpe, 1992.
- La relación ordenante-banco en los créditos documentarios. Referencia a la contratación pública. Estudios en Homenaje al Profesor Verdera. Tomo I, Ed. La Ley, 1994.
- El Ordenamiento y la actividad mercantil marítima de la Edad Media a la Edad Moderna. Revista de Historia Naval, 1994, número 47.
- El practicaje en buques de guerra. R.G.M. Madrid, 1996.
- Las diversas formas de privatización y sus distintos efectos en las empresas del ámbito de la Defensa Nacional. II Jornadas de Asesoramiento Jurídico en el ámbito de la Defensa. Edición del Ministerio de Defensa, marzo 2000.
- Problemática de las guardias y servicios y su análisis en la jurisdicción contencioso-administrativa. II Jornadas (cit. págs. 323 y sigs).
- Problemática suscitada por las Disposición Adicional 5 y 6 de la L.O. 8/1998, de 2 de diciembre de Régimen Disciplinario de las Fuerzas Armadas. II Jornadas, (cit., págs. 393 y sigs).
- Las responsabilidad patrimonial de la Administración, en operaciones militares fuera del territorio nacional. Jornadas organizadas por el grupo español de la sociedad internacional de Derecho militar y Derecho de la guerra, Edición del Ministerio de Defensa. Madrid, 2000, (págs. 173 a 196).
- Ámbito subjetivo de aplicación del Régimen Disciplinario Militar. En Comentarios a la Ley Disciplinaria de las Fuerzas Armadas (L.O. 8/1998). Secretaría General Técnica del Ministerio de Defensa, Madrid, junio 2000.
- Los recursos en la Ley Disciplinaria. Comentarios a la Ley Disciplinaria... cit. (págs. 1085 y sigs). 1997
- Las Disposiciones Adicionales 1.ª a 3.ª de la Ley. Comentarios a la Ley Disciplinaria (págs. 1097 y sigs.).
- Consideración sobre un posible estatuto general de derechos y obligaciones del militar profesional, en el marco de la Ley 17/1999, de 18 de mayo. III Jornadas de Asesoramiento Jurídico en el Ámbito de la Defensa, celebradas en septiembre de 2000, Ministerio de Defensa, Madrid, 2001.
- Reflexiones sobre las perspectivas de actuación en el derecho militar, judicial y penal. Enfoque desde el ángulo constitucional. III Jornadas de Asesoramiento Jurídico en el Ambito de la Defensa (cit.), Ministerio de Defensa, Madrid, 2001.

## Condecoraciones
- Orden de San Hermenegildo (Gran Cruz, Placa, Encomienda y Cruz). (2000)[3]
- Cruz del Mérito Naval (Gran Cruz, Cruz de 1.ª Clase y Cruz de 2.ª Clase).(1997)[4]
- Mérito Militar (Gran Cruz y Cruz de 1.ª Clase).(2001)[5]
- Orden del Mérito de la Guardia Civil (Cruz de Plata).(1998)